# 벤 새비지
벤 새비지(Ben Savage, 1980년 9월 13일 ~ )는 미국의 배우이다.

## 출연 작품
- 피스 앤 라이엇 (2013)
- 클로징 타임 (2010)
- 팔로 알토(영어판) (2007)
- 클리포드 (1994)
- 보이 미츠 월드 (1993)
- 와일드 팜 (1993)
- 소녀는 울지 않는다 (1992)
- 침대 귀신 (1989)